# Burn-Proof
Burn-Proof – technologia opracowana przez japońską firmę Sanyo, której zadaniem jest zapobieganie błędom powstającym w trakcie nagrywania płyt CD lub DVD.
W pierwszych latach rozwoju technik nagrywania płyt w procesie wypalania dochodziło do błędów spowodowanych przerwami w dopływie danych, które były wynikiem działania innych programów (typową sytuacją było włączenie się wygaszacza ekranu). Technologia Burn-Proof zapobiega takim błędom, wstrzymując nagrywanie w chwili, gdy pojawia się przerwa w dopływie danych, i podejmując je w momencie, gdy strumień jest wznawiany.
Przed wprowadzeniem Burn-Proof stosowano odpowiednio duży bufor, który zwiększał bezpieczeństwo procesu nagrywania, choć nie eliminował w pełni ryzyka pojawienia się błędów.